# Mark Brooke-Cowden
Mark Brooke-Cowden (Auckland, 12 giugno 1963) è un ex rugbista a 13 e a 15 neozelandese, campione del mondo nel 1987 con gli All Blacks.

## Biografia
Nativo di Auckland, entrò nelle giovanili del club provinciale nel 1983 ed esordì in prima squadra nel 1984, anche se il suo impiego in terza linea era chiuso da Alan Whetton e Wayne Shelford, cosa questa che non gli permise di essere schierato con regolarità.
Debuttò negli All Blacks nel 1986 contro la Francia a Christchurch, uno dei Baby Blacks che furono mandati in campo dopo le squalifiche inflitte ai giocatori che avevano preso parte al non autorizzato tour dei New Zealand Cavaliers in Sudafrica.
Prese successivamente parte alla Coppa del Mondo di rugby 1987, che la Nuova Zelanda vinse, e ivi disputò il suo ultimo incontro internazionale, in quanto, dopo non essere riuscito a trovare un posto stabile in terza linea sia ad Auckland che in Nazionale, decise di passare al rugby a 13 ed emigrare in Inghilterra, dove militò in diverse squadre prima di ritirarsi definitivamente nel 1994.
Anche dopo il suo ritiro, fu sempre considerato uno dei talenti persi dal rugby a 15 dilettantistico, praticamente dimenticato.
Uscito dall'ambiente del rugby, lavora come consulente finanziario.

## Palmarès
- Coppe del mondo: 1
Nuova Zelanda: 1987